# Сторожевское сельское поселение (Карачаево-Черкесия)
Сторожевское се́льское поселе́ние — муниципальное образование в Зеленчукском районе Карачаево-Черкесии Российской Федерации.
Административный центр — станица Сторожевая.

## История
Статус и границы сельского поселения установлены Законом Карачаево-Черкесской Республики от 6 марта 2006 года № 13-РЗ «от 24 февраля 2004 года № 84-РЗ «Об административно-территориальном устройстве Карачаево-Черкесской Республики»

## Население
| 2002    | 2010    | 2012    | 2013    | 2014    | 2015    | 2016    |
| ------- | ------- | ------- | ------- | ------- | ------- | ------- |
| 9058    | ↗11 041 | ↘10 765 | ↘10 594 | ↗10 872 | ↗11 097 | ↗11 115 |
| 2017    | 2018    | 2019    | 2020    | 2021    | 2023    | 2024    |
| ↘10 751 | ↗10 903 | ↘10 773 | ↗10 996 | ↗11 406 | ↘11 192 | ↘11 024 |
| 2025    |         |         |         |         |         |         |
| ↘10 902 |         |         |         |         |         |         |

## Состав сельского поселения
| № | Населённый пункт | Тип населённого пункта          | Население |
| - | ---------------- | ------------------------------- | --------- |
| 1 | Ильич            | аул                             | ↗621      |
| 2 | Кобу-Баши        | аул                             | ↘470      |
| 3 | Сторожевая       | станица, административный центр | ↗10 315   |